# 仏母院
仏母院（ぶつもいん）は香川県仲多度郡多度津町西白方に所在する寺院である。山号は八幡山。詳しくは、八幡山 三角寺 仏母院と号する。宗派は真言宗醍醐派。本尊は大日如来。四国八十八箇所番外霊場、新四国曼荼羅霊場第十七番札所である。空海（弘法大師）の母、玉依御前（たまよりごぜん）の屋敷跡と言われる。
本尊真言：おん あびらうんけん ばざら だとばん
御詠歌：楽天の 琴の音覚ゆ 仏母院 御仏たちの 母の寺ゆえ
屋敷跡御詠歌：神籬（ひもろぎ）の 三角（みすみ）の地にて 玉依は 神の御子なる 大師を宿す

## 概要
玉依御前がこの地の産土神熊手八幡宮の八幡神に祈りここで空海を出産したと言われている。屋敷跡と言われる場所は御住（みすみ）屋敷と呼ばれ現在は仏堂が建立されている。境内には、空海の臍の緒を納めたと言われる「胞衣塚」（えなづか）があり、空海の産湯井戸も残されている。本堂には空海が幼少時に泥土で造ったと伝えられる仏像「童仏」が安置されている。また、熊手八幡宮の「八幡大菩薩」と書かれた勅額や熊手が、当寺に残っている。
この地に唐から帰国した空海が寺院を整備し三角寺と名付けたと言われる。熊手八幡宮の別当寺院となり山号を八幡山とした。
戦国時代の永禄年間（1558年 - 1570年）に戦乱により荒廃した。その後、修験者の大善坊が再興したことから、寺院名も大善坊と称した。江戸時代前期の寛永15年（1638年）嵯峨御所より「仏母院」の院号を下賜され、寺院名が大善坊から仏母院に改められた。

## 境内
- 山門
- 本堂：本尊・金剛界大日如来坐像、右脇仏・弘法大師、左脇仏・阿弥陀如来坐像。

山門の外

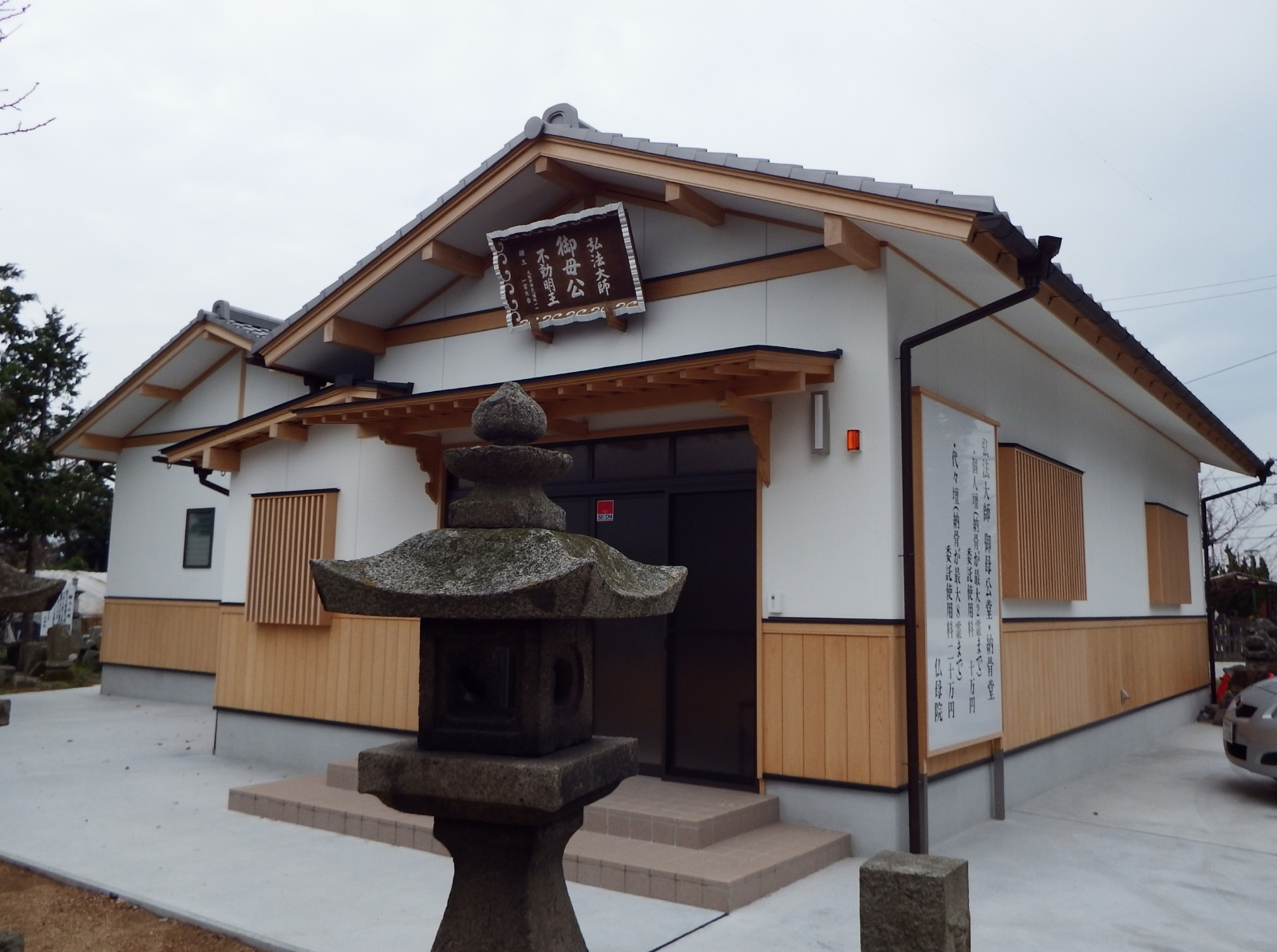
御母公堂＆位牌堂：玉依御前像、弘法大師像、不動明王像。2016年老朽化により位牌堂を兼ねて建て替えられた。
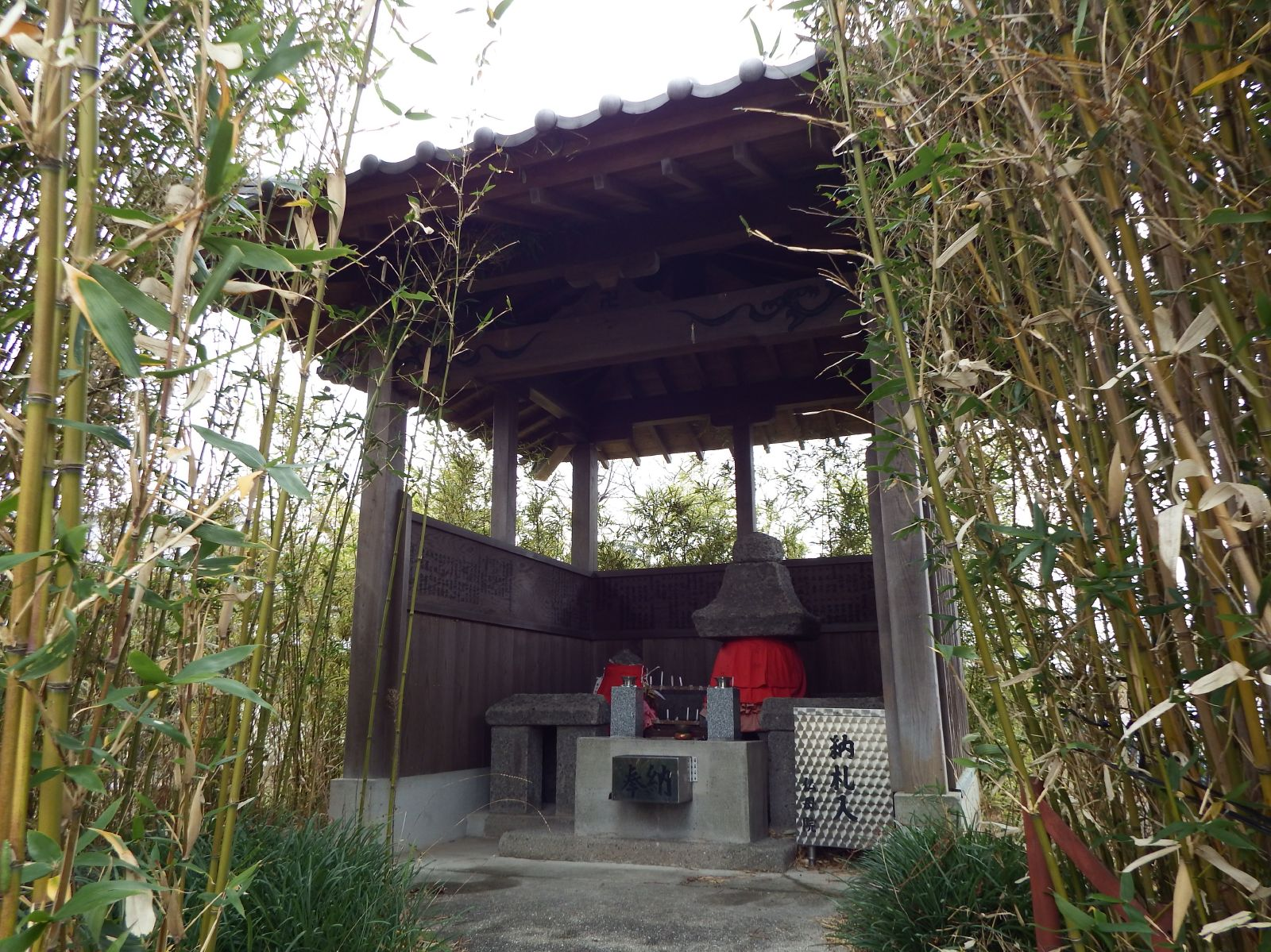
胞衣塚
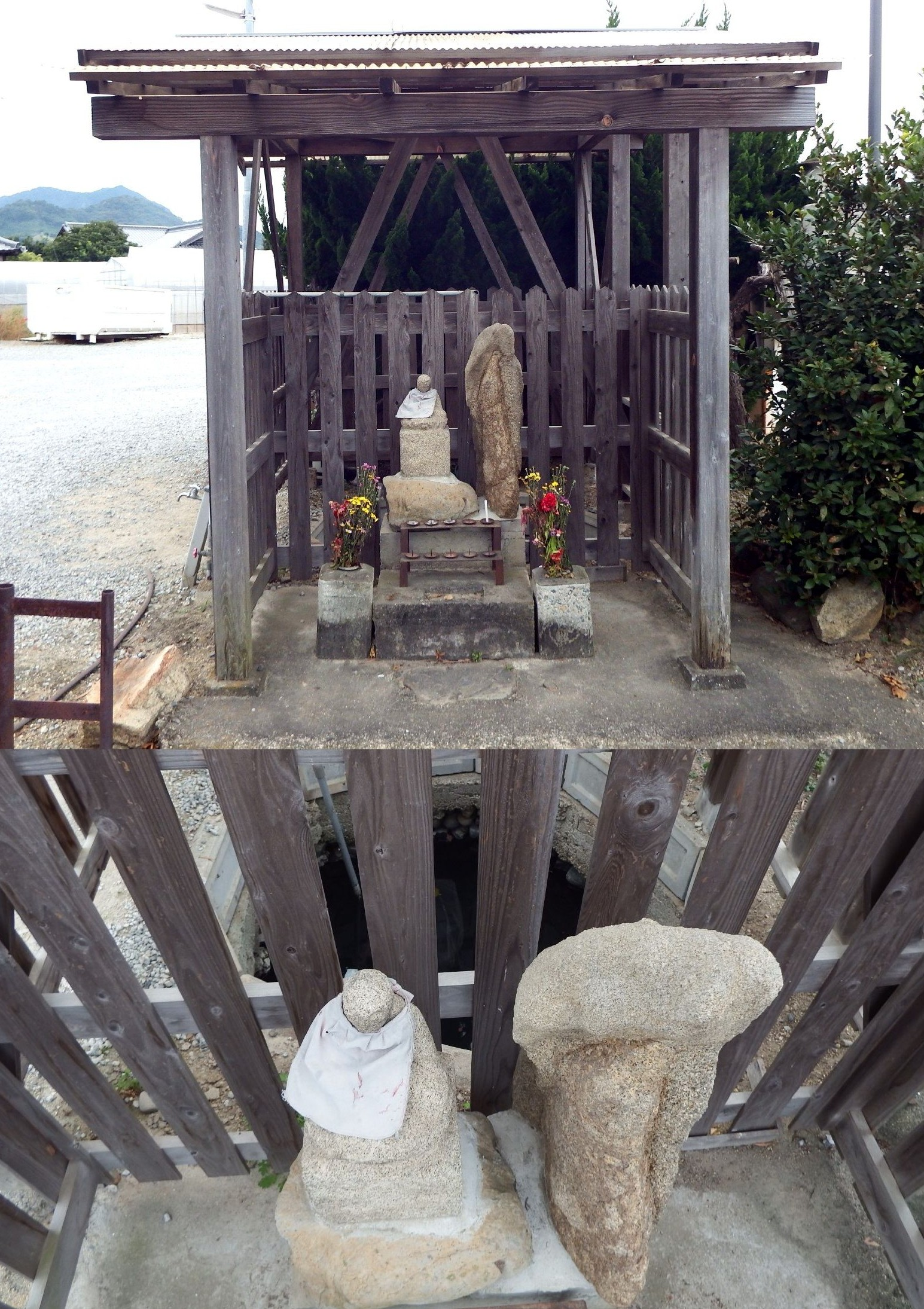
産湯井戸
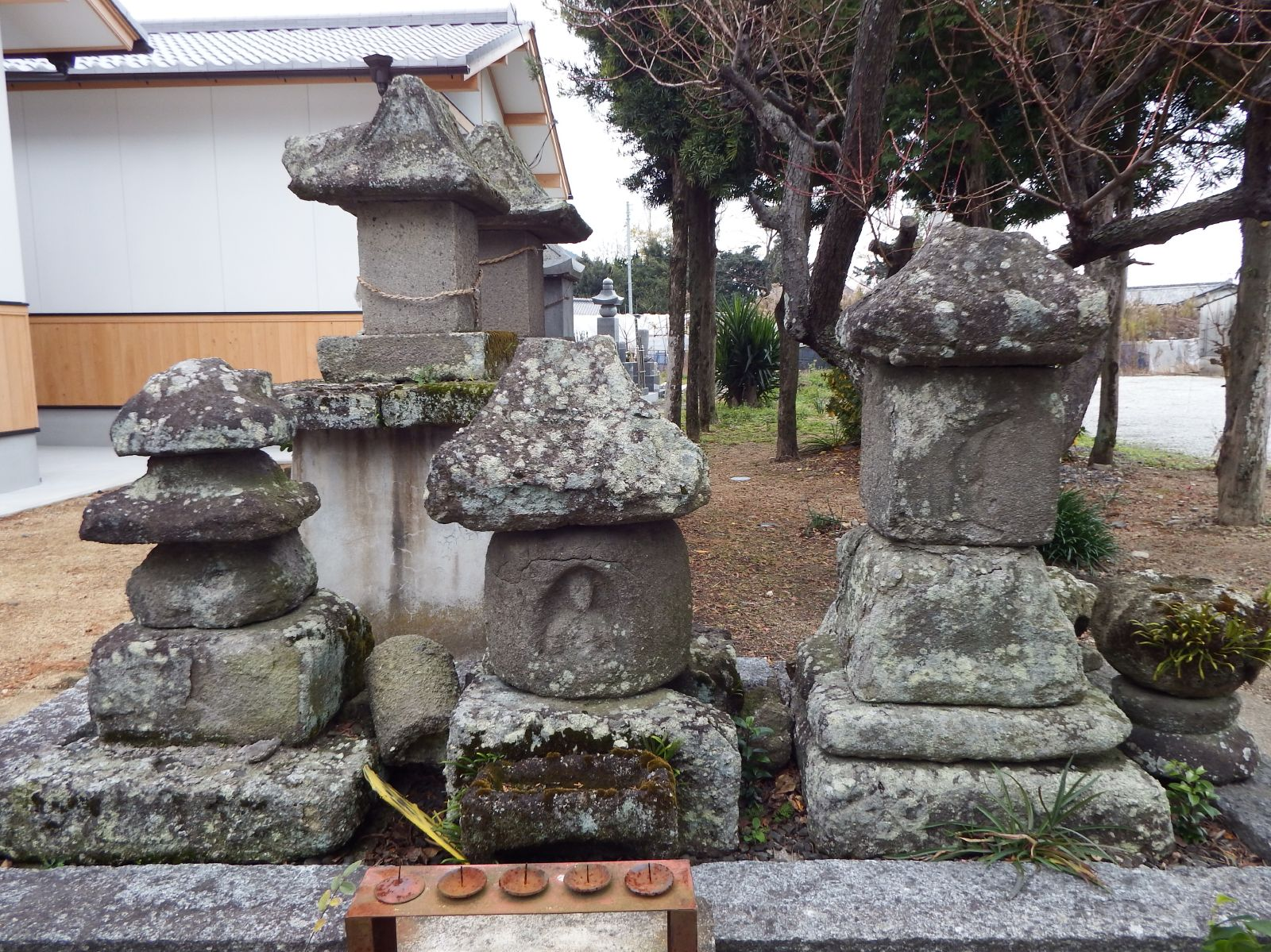
こしき灯籠：右から弘法大師を示す梵字バン、阿弥陀如来、観音大士。
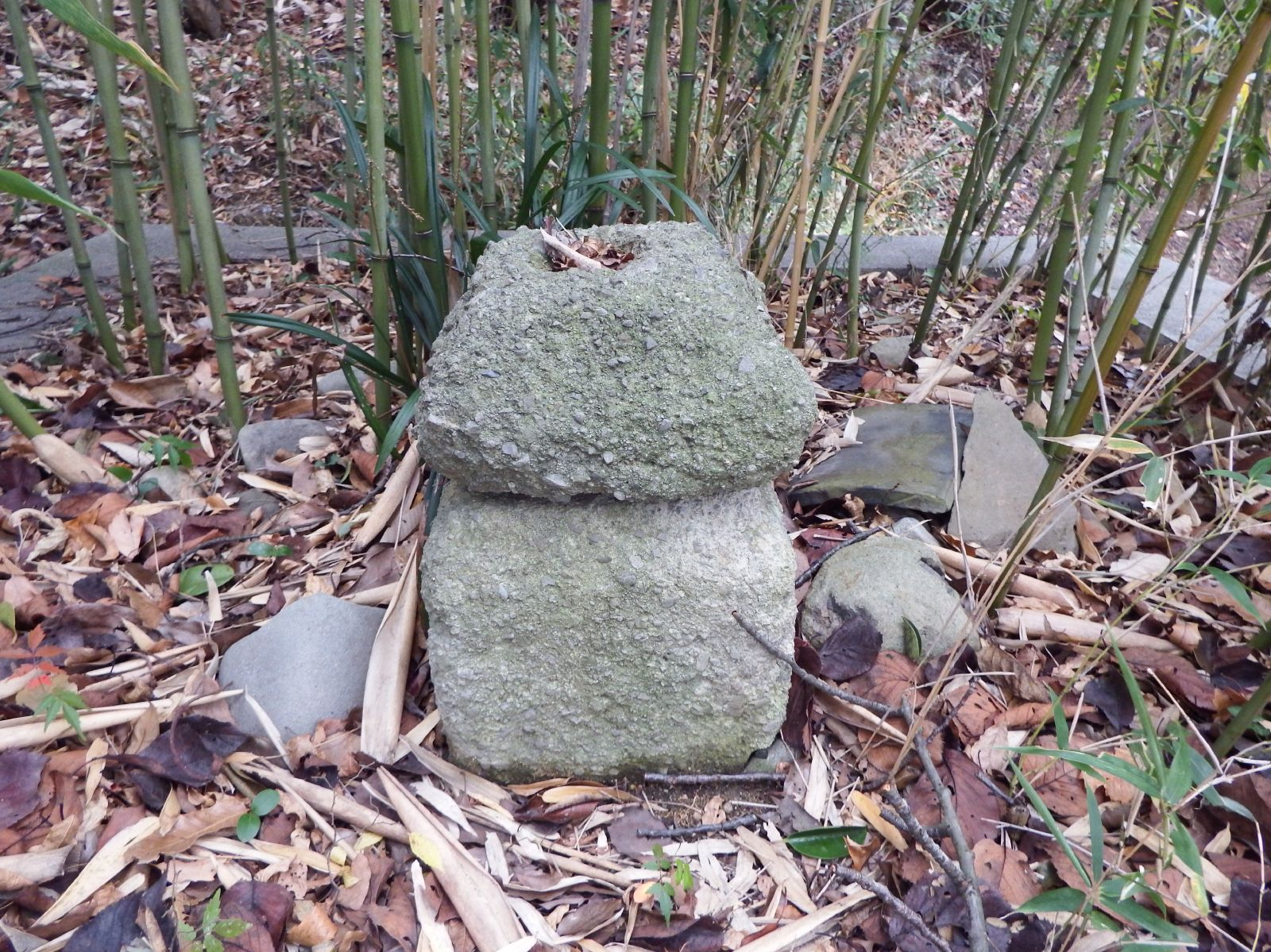
童塚（わらべづか）：当寺より約2km背後にある八幡山中腹にある荒魂神社の左側にあり、空海が幼いころ遊んだと伝わる塚。北緯34度15分22.28秒 東経133度44分8.45秒

- 御母公堂＆位牌堂
- 胞衣塚
- 産湯井戸
- こしき灯籠
- 童塚

## 関連項目

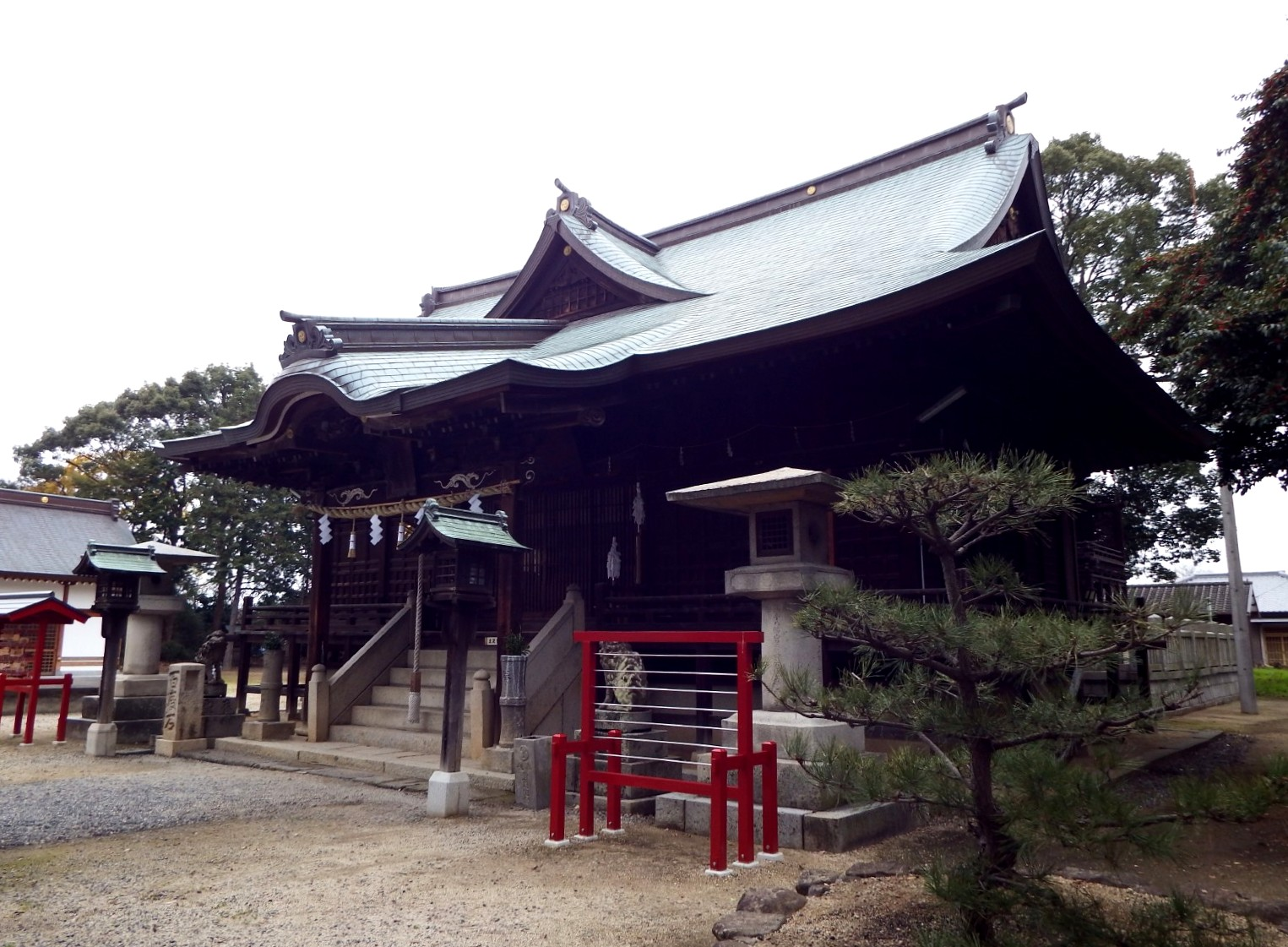
熊手八幡宮

## 前後の札所
新四国曼荼羅霊場
16番 松尾寺 ---- 17番 仏母院 ---- 18番 善性院